# Hafen von Fray Bentos
Der Hafen von Fray Bentos ist ein Hafen im Norden der Stadt Fray Bentos. Der Hafen befindet sich am linken Ufer des Río Uruguay, 317 km von Montevideo entfernt.
Der Hafen besitzt zwei Piere. Der Transatlantikschiffsanlegeplatz ist 200 Meter lang und 34 Meter breit. Der Kabotageschiffsanlegeplatz ist 225 Meter lang und 22 Meter breit ist. Letzterer ist über ein Förderband direkt mit Silos verbunden, die sich im Hafenbereich befinden.
Die Hauptprodukte, die im Hafen umgeschlagen werden, sind Holz, Zitrusfrüchte und Getreide (Gerste und Mais). 2021 wurden knapp 300.000 Tonnen Ware umgeschlagen.

## Geschichte

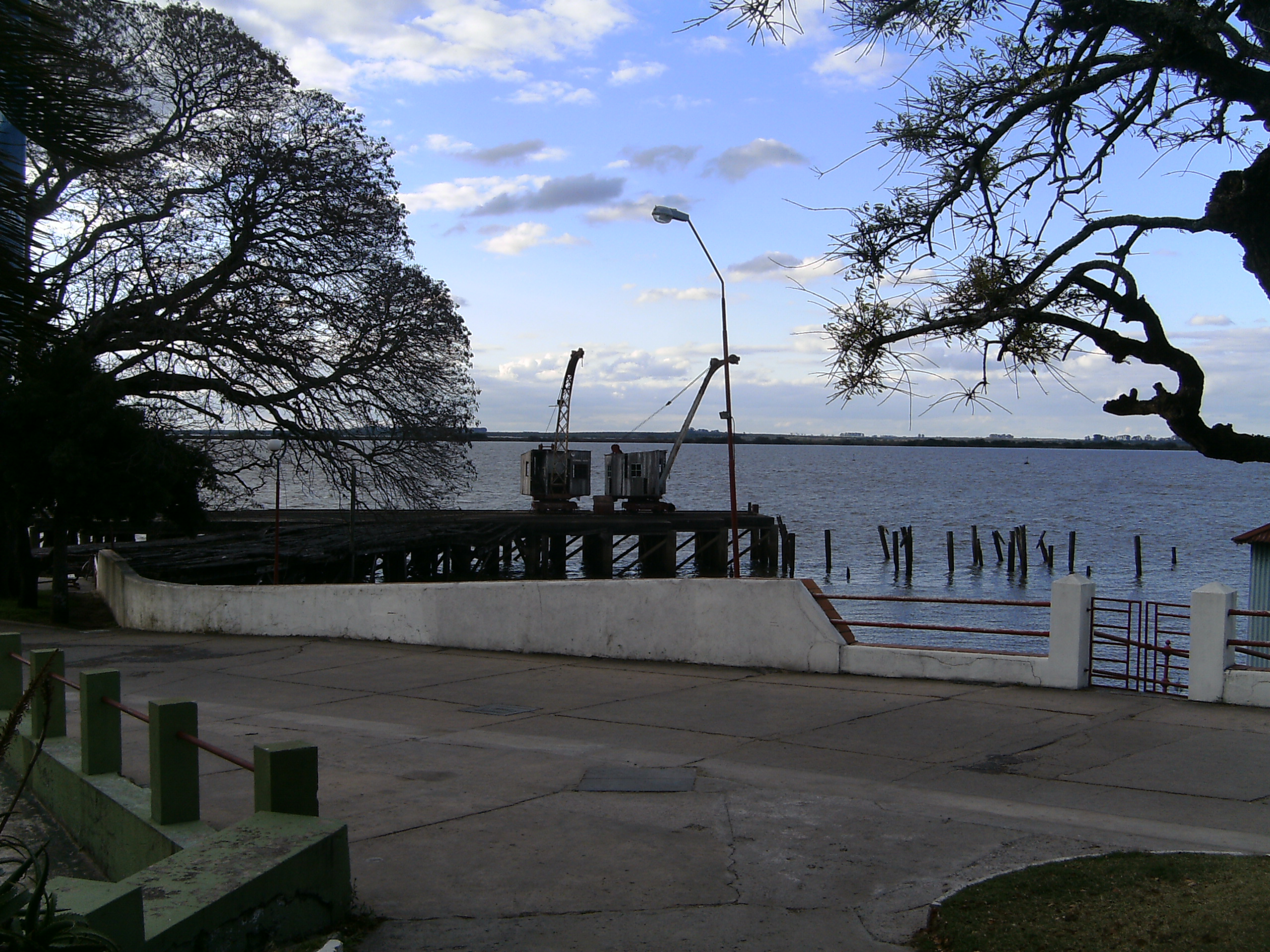
Reste des alten Hafens (2008)

Seit dem 19. Jahrhundert existierte ein Hafen für die Liebig’s Extract of Meat Company an anderer Stelle. Der heutige Hafen wurde 1927 gebaut.
Am 24. Januar 1999 rammte das Schiff „Rosita“ auf dem Weg zu einem Pier zum Festmachen das Bauwerk mit solcher Kraft, dass es die Betoninfrastruktur schwer beschädigte und die Hälfte dieses Piers für lange Zeit lahmlegte.